# Louis de Serres
Louis d’Arnal de Serres (* 8. November 1864; † 25. Dezember 1942) war ein französischer Komponist und Musikpädagoge.
De Serres studierte von 1885 bis 1888 am Conservatoire de Paris bei César Franck und Antoine Taudou. Ab 1900 unterrichtete er an der Schola Cantorum, deren Gründer und Direktor Vincent d’Indy war. Nach dem Tod d’Indys trennten sich de Serres, Marcel Labey, Guy de Lioncourt und andere von der Schola Cantorum und gründeten 1934 die École César Franck, deren erster Direktor de Serres wurde. Nach seinem Tod folgte ihm de Lioncourt als Direktor nach.
De Serres komponierte sinfonische Werke, Chorwerke und Lieder sowie Kirchenmusik.